# Pieniężno (Osada)
Die Osada Pieniężno ist ein Ort in der polnischen Woiwodschaft Ermland-Masuren und gehört zur Stadt- und Landgemeinde Pieniężno (Mehlsack) im Powiat Braniewski (Kreis Braunsberg).

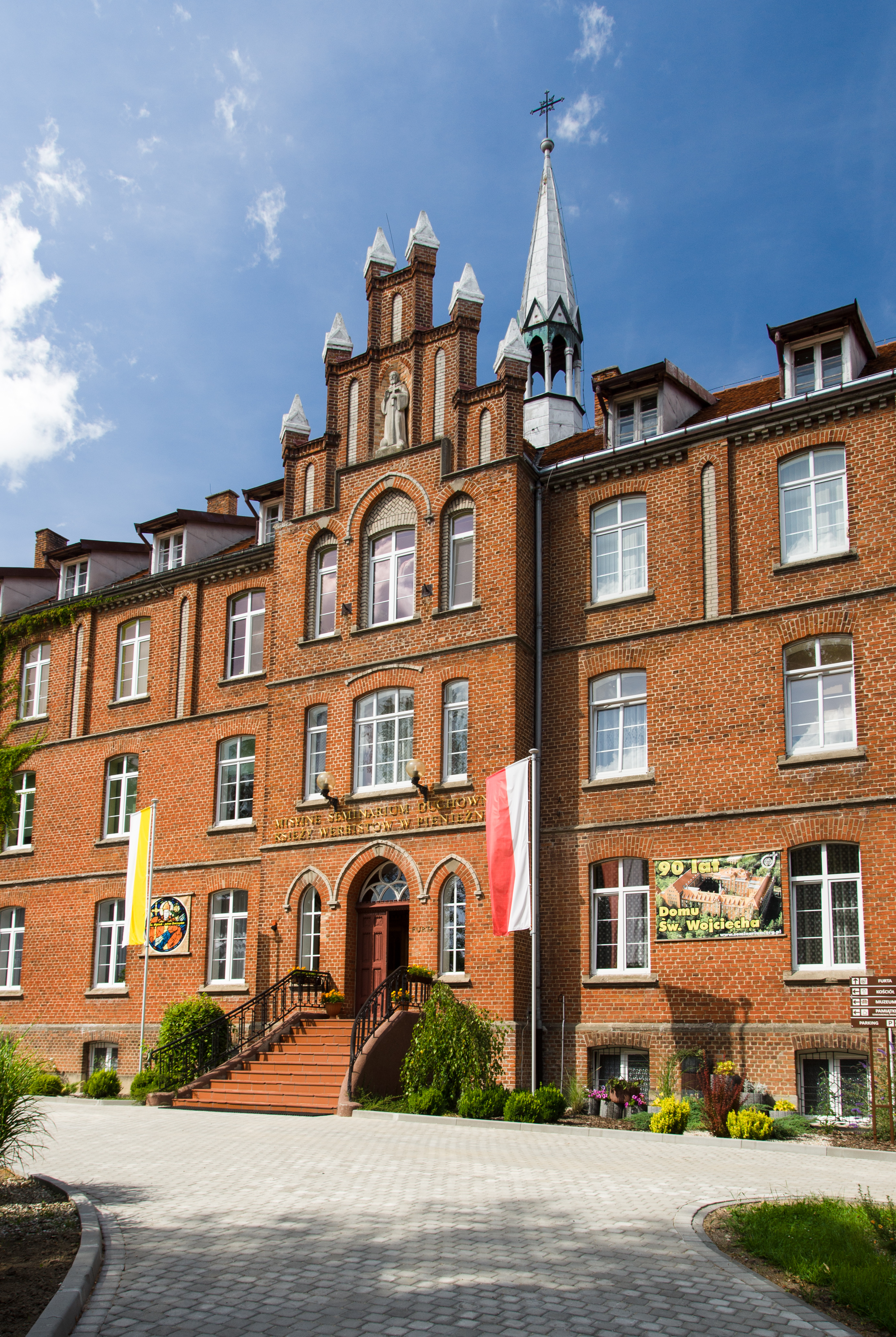
Missions- und ethnographisches Museum

## Geographische Lage
Die Osada (= „Siedlung“) Pieniężno liegt westlich der Wałsza (Walsch) im Nordwesten der Woiwodschaft Ermland-Masuren. Der Ort grenzt an die fast namensgleiche Siedlung Pieniężno Pierwsze, und das Zentrum der Stadt Pieniężno liegt weniger als drei Kilometer nordöstlich. Bis zur Kreisstadt Braniewo (Braunsberg) sind es 24 Kilometer in nordwestlicher Richtung.

## Geschichte
Die gesonderte Stellung der Osada Pieniężno gibt es erst in der Zeit nach 1945. Bis 1945 lag die Ortsstelle vor den Toren der Stadt Mehlsack. Erst in polnischer Zeit kam sie zur Stadt- und Landgemeinde Gmina Pieniężno.
Fast der gesamte Ort wird von der Gebäudeanlage des früheren Missionshauses St. Adalbert eingenommen, einer alten Klosteranlage, die am 1. April 1938 in eine Lehrerbildungsanstalt umgewandelt wurde. Zwischen 1945 und 1980 war sie „Missionstheologisches Seminar der Väter des Göttlichen Wortes“ und wird jetzt als „Missions- und Ethnographisches Museum der Priester des Göttlichen Wortes“ („Misyjne Seminarium Duchowne Księży Werbistów“) bezeichnet. Das Haus gehört zu den zahlreichen gleichartigen Haus- und Klosteranlagen der Steyler Missionare („Priester des Göttlichen Wortes“).
Die Gebäudeanlage in der ul. Pieniężno Pierwsze 19 ist ein touristischer Anziehungspunkt der Stadt Pieniężno.

## Religion
Die römisch-katholischen Einwohner der Osada Pieniężno gehören zur Pfarrei St. Peter und Paul in der Stadt Pieniężno. Evangelische Einwohner sind der Diözese Masuren der Evangelisch-Augsburgischen Kirche in Polen zugeordnet.

## Verkehr
Die Osada Pieniężno liegt an einer Nebenstraße, die die Stadt Pieniężno (Mehlsack) mit der Osada Pieniężno Pierwsze sowie dem Dorf Kajnity (Heistern) verbindet. Der Bahnhof der Stadt ist die nächste Bahnstation und liegt an der Strecke Olsztyn Gutkowo–Braniewo der Polnischen Staatsbahn.